# Templo de Apis (Menfis)
El templo de Apis situado en la ciudad de Menfis es el principal templo egipcio dedicado al culto del dios Apis. En las obras de autores clásicos e historiadores que han analizado la figura de Apis se lo nombra a veces como Serapeum egipcio por oposición al Serapeum griego o incluso a Apieum.
Dios de la fertilidad, asociado a Osiris y encarnación viviente del dios Ptah, el dios Apis aparece regularmente en la Tierra bajo la forma de un toro sagrado que, una vez reconocido por los sacerdotes entre el ganado del país, era llevado al templo de Menfis en una fastuosa ceremonia para ser venerado durante toda su vida.

## Historia y desarrollo del santuario
Este culto se realiza desde el Antiguo imperio, pero la existencia del sitio en donde se veneraba al toro vivo no apareció en los registros históricos sino hasta el Nuevo imperio.
Tutmosis (hijo de Amenofis III), gran sacerdote de Ptah fue el primero en declarar que tomaba el cargo de reformar el culto del dios. Otro príncipe heredero, hijo de Ramsés II esta vez, Jaemuaset, siguió este ejemplo y afirma explícitamente haber realizado trabajos de gran envergadura en nombre de su padre en el templo de Apis. Estas restauraciones o refundaciones del culto y del templo del dios fueron acompañadas en paralelo por la creación de una nueva necrópolis de Saqqara, la cual no se culminará sino hasta dentro de algunos reinos sucesivos. Los faraones se dedican especialmente a honrar al dios vivo y asegurar cultos funerarios del más alto nivel.
Sheshonq I le ordenó a su gran sacerdote de Ptah, Chedsunefertum, una nueva restauración del hogar de su padre, Apis. Los faraones de la vigésimo quinta dinastía, luego los de la vigésimo sexta dinastía prosiguieron igualmente las obras en nombre del dios, rindiéndole aún más homenajes a una divinidad que mientras estaba viva se volvía tan importante como Horus, a instancias del faraón que era su heredero y que tras su muerte reencarnaba en el dios Osiris.
En Menfis el sincretismo singular de los egipcios operaba una unión entre las principales divinidades de la ciudad y de su necrópolis. De esta forma, Ptah, divinidad tutelar de la antigua capital, estrechamente asociado con el dios Sokar, divinidad de las necrópolis de la región, al mismo tiempo que este era asociado con el dios de los muertos Osiris. Apis que era el heraldo de Ptah, una de sus representaciones vivientes, se convirtió entonces en el representante de esta asociación divina entre y aseguraba el lazo entre el mundo de los vivos y el de los muertos. De esta forma se explica la importancia de su culto para los menfitas primero, luego para todo el Antiguo Egipto.
Esta maquinaria divina impresionaba a los extranjeros que desde la Baja Época acecharon la tierra de los faraones. Con sus cultos singulares, que parecían tan extraños y complejos, el Antiguo Egipto conservaba para sus vecinos y contemporáneos un lado misterioso e impenetrable que entraba en conflicto con los sentidos y la lógica de los viajeros, principalmente de los griegos, los primeros en atestiguar la existencia del templo de Apis.
Gracias a las estelas descubiertas en los muros del monumental hipogeo de Saqqara, y comparándolas con los documentos griegos transmitidos por los autores de la Antigüedad clásica hoy en día conocemos un poco mejor la vida del toro sagrado y los ritos que lo rodeaban.
El culto de Apis y su templo disfrutaron de una prosperidad y de una longevidad sorprendentes. Sobrepasando las fronteras del Antiguo Egipto le fueron consagrados numerosas estatuas en los santuarios a los dioses egipcios que se mantenían en las grandes ciudades de la Grecia Antigua. Asociado a Serapis penetra en Italia al principio a través de las factorías griegas, luego adoptado y honrado por los propios romanos que adoptaron rápidamente las culturas orientales.

## Período greco-romano
Muchos autores clásicos evocaron al templo de Menfis y su oráculo que era particularmente respetado. En la época helenística, luego romana, los viajeros recorrían enormes distancias con la esperanza de conseguir una respuesta divina a sus preguntas más íntimas y el renombre del santuario rivalizaba con los de los oráculos más famosos del Mediterráneo como el de Delfos o Dodona.
Entre los principales autores clásicos que citaron el culto, el oráculo de Apis o su templo se encuentran:
- Heródoto
- Diodoro de Sicilia
- Estrabón
- Plutarco
- Plinio el Joven
- Suetonio
- Amiano Marcelino
- Claudio Eliano

Gracias a sus testimonios sabemos que el templo de Apis recibió la visita de los principales monarcas que gobernaron en sus respectivas épocas. Los reyes persas no son uniformes en cuanto al respeto del culto de esta divinidad, lo que les valió la animosidad creciente de los egipcios.
Alejandro Magno al contrario rindió homenaje al dios desplazándose hasta su templo. Los Ptolomeos dejaron numerosos registros de su piedad hacia Apis y su templo, asegurando las ganancias y la restauración del edificio por decreto que hicieron grabar en enormes estelas ubicadas en los principales santuarios del país.
Augusto, al contrario, niega al dios y a su templo. Este olvido, fue corregido un tiempo después de la visita oficial de Elio Galo nuevo prefecto de la provincia, acompañado por Estrabón. Más tarde, el joven Germánico que viajaba por el país, visitó a Apis en su templo. Mientras que le ofrecía forraje, el toro se dio la vuelta, lo que era interpretado como un mal augurio. El príncipe murió un tiempo después.
Vespasiano honra a los dioses egipcios y en particular a Apis al cual hace grabar en el reverso de las monedas durante su reino. Su hijo Tito, a su regreso de Jerusalén donde ya había sido aclamado Imperator por sus tropas victoriosas pasa por Egipto. En el templo de Menfis, se presenta delante del toro sagrado coronado de una diadema, lo que crea una viva emoción en la corte imperial en Roma que interpreta este gesto como una voluntad de reinar en el lugar de su padre. Al retornar precipitadamente en Italia se reúne con Vespasiano y este lo asocia con los asuntos imperiales poco tiempo después. Tito le sucede finalmente.
Otros emperadores romanos le rindieron homenaje visitando su templo o consultando su oráculo. Entre ellos Adriano que tuvo un particular aprecio por los dioses egipcios y especialmente por Apis.
En el siglo III, luego en el siglo IV, el culto de Apis entra en competencia con el cristianismo y comienza a declinar. Fue honrado por última vez por el emperador Juliano antes de desaparecer definitivamente con el cierre de su templo por orden de Teodosio I.

## Descripción e identificación
El emplazamiento de este santuario no ha sido todavía encontrado a ciencia cierta en el campo de ruinas de la antigua capital de Egipto. Para tener una descripción, o más bien una evocación, es convenientes buscar referencias en los escritos de Heródoto que durante su viaje a Egipto en la época de la primera invasión persa, visita menfis y pudo acceder a algunas partes de los templos de la ciudad.
Heródoto señala notoriamente que Psamético I edificó el patio del templo, en él se erigieron varios pilares ornamentados con colosos. Heródoto precisa que este patio se encontraba en frente del pórtico orientado hacia los vientos del sur del gran templo de Ptah dio lugar a diversas interpretaciones. Estrabón durante su visita al sitio en compañía de tropas romanas que tomaban posesión de la tierra de los faraones seguida a la victoria de Actium, evoca este patio y precisa que se liberaba al toro sagrado para mostrarlo a los visitantes, evocación de los ritos sagrados ligados a su oráculo. Señala además que este templo estaba compuesto por dos secos, un para el toro el otro para su madre, y que el complejo se encontraba en las proximidades del templo de Ptah.
La descripción de Heródoto, seguida de las primeras exploraciones de los egiptólogos en Menfis, determinaron la ubicación del templo por lo que las exploraciones se enfocaron en su zona. En ese entonces se suponía que el templo de Apis se situaría al sur de las ruinas del gran complejo identificado en los palmares de Mit-Rahineh. En el plano del sitio que de hecho creó el egiptólogo William Matthew Flinders Petrie al comienzo del siglo XX se indica el templo de Apis en una depresión meridional del sitio, depresión que seguramente fue creada por un edificio cultural de gran importancia.
Tres depresiones de este tipo existen en Mit Rahineh, respectivamente llamadas en las obras de esa época birka más la indicación geográfica correspondiente. De esta forma birka norte es generalmente asociada al lago sagrado de Ptah y separaba las edificaciones del gran templo del dios de otro conjunto de edificaciones del palacio de Apries. La birka central al principio se pensó que era parte del mismo lago sagrado, luego fue identificado como el emplazamiento del gran templo de Ptah seguido a las exploraciones que se realizaron durante la segunda mitad del siglo XX. Por último la birka sur, que fue considerada por el egiptólogo inglés William Matthew Flinders Petrie y la mayoría de sus seguidores como el templo de Apis o Apieum. En esa época muy pocos restos con el nombre de Apis habían sido revelados en el sitio lo que suponía un problema para las excavaciones cuando confrontaban su trabajo al de las fuentes antiguas.
Las exploraciones realizadas en el supuesto sector en donde debería encontrarse el templo de Apis no arrojaron ninguna prueba tangible que lo demostrara y las únicas inscripciones mencionando al toro sagrado y su culto provinieron de las ruinas descubiertas en el sector del templo de Ptah. Esta situación de incertidumbre perduró hasta el descubrimiento en 1941 por Ahmed Badawi de las primeras ruinas de envergadura a nombre del dios Apis en Menfis.
Estas ruinas son de hecho los únicos vestigios a nombre de Apis que han sido hallados hasta el momento y conciernen un edificio destinado a los ritos particulares del embalsamamiento del toro sagrado. Este uabet se encuentra en el interior del templo de Ptah, hacia el nordeste del emplazamiento del gran coloso acostado de Ramsés II, pieza principal del museo al aire libre de Mit Rahineh.
Constituidas de varias salas en enfilada se encuentran todavía las mesas de embalsamamiento en abeto. Orientado sobre un eje norte-sur, esta construcción mide unos sesenta metros de largo por unos treinta metros de ancho en su parte norte y unos cuarenta metros en su parte sur.
En su último estado el edificio se presentaba bajo la forma de una construcción en ladrillo crudo el cual estaba recubierto en sus paredes por un revestimiento calcáreo. Este revestimiento, del cual solo algunos vestigios fueron encontrados, provienen de edificios anteriores que existían en ese sitio, los cuales ya sea por su destrucción o en razón de restauraciones sucesivas sirvieron para la nueva estructura. El lecho fundacional del edificio está igualmente constituido de ladrillos crudos así como de tablas de embalsamamiento que habían sido colocadas durante la última reconstrucción al final de la época dinástica, un poco antes de la segunda invasión persa. Estos vestigios fueron datados entre la dinastía XIX y la dinastía XXVI.
Una estela encontrada en Saqqarah indica que Nectanebo II ordenó la reconstrucción de la hogar de Apis y de hecho varios elementos datados de la dinastía XXX fueron encontrados en la parte norte del edificio, confirmando la época de la reconstrucción de esa parte del templo.
De esta forma, es probable que el uabet de Apis fuera una parte del templo de Apis citada en los textos antiguos. esta parte sagrada del templo sería la única que habría sobrevivido hasta nuestros días y confirmaría los dichos de Estrabón y de Diodoro de Sicilia que indicaban que el templo se encontraba en las cercanías del templo de Ptah.